# Zouche-Nuttall kódex

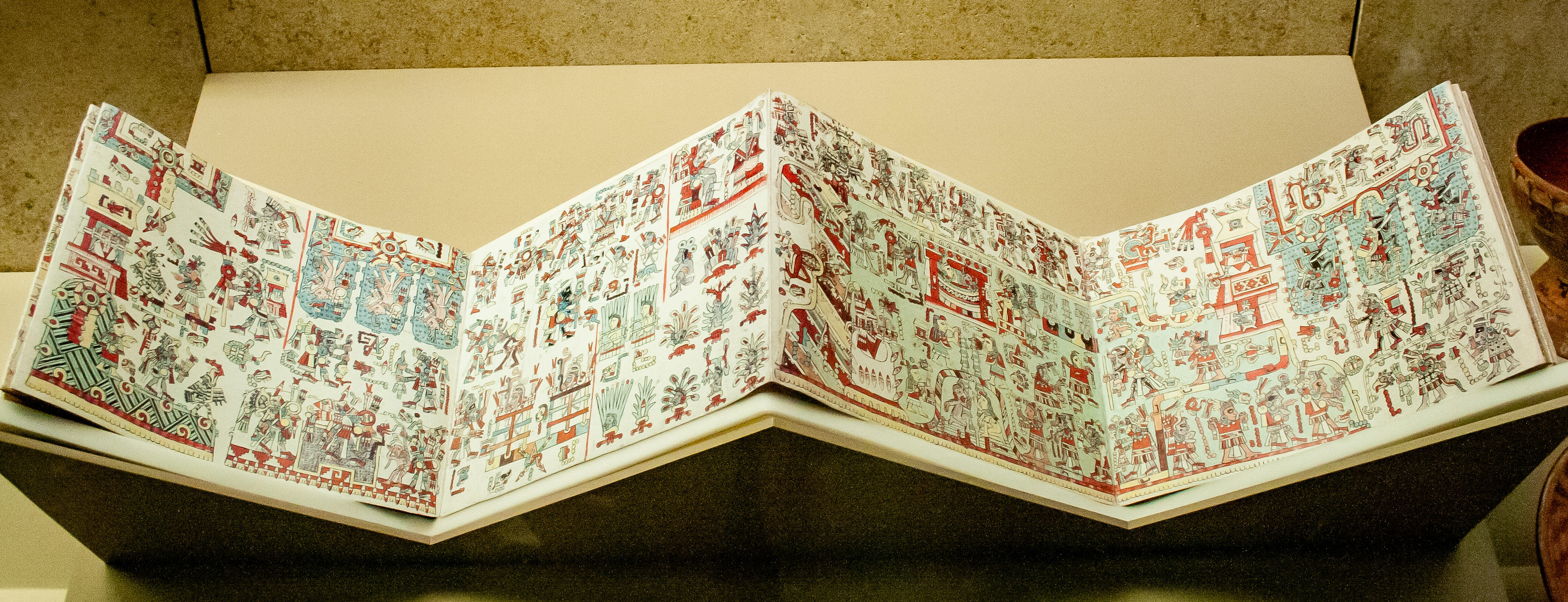
A Zouche-Nuttall kódex részlete a British Museumban

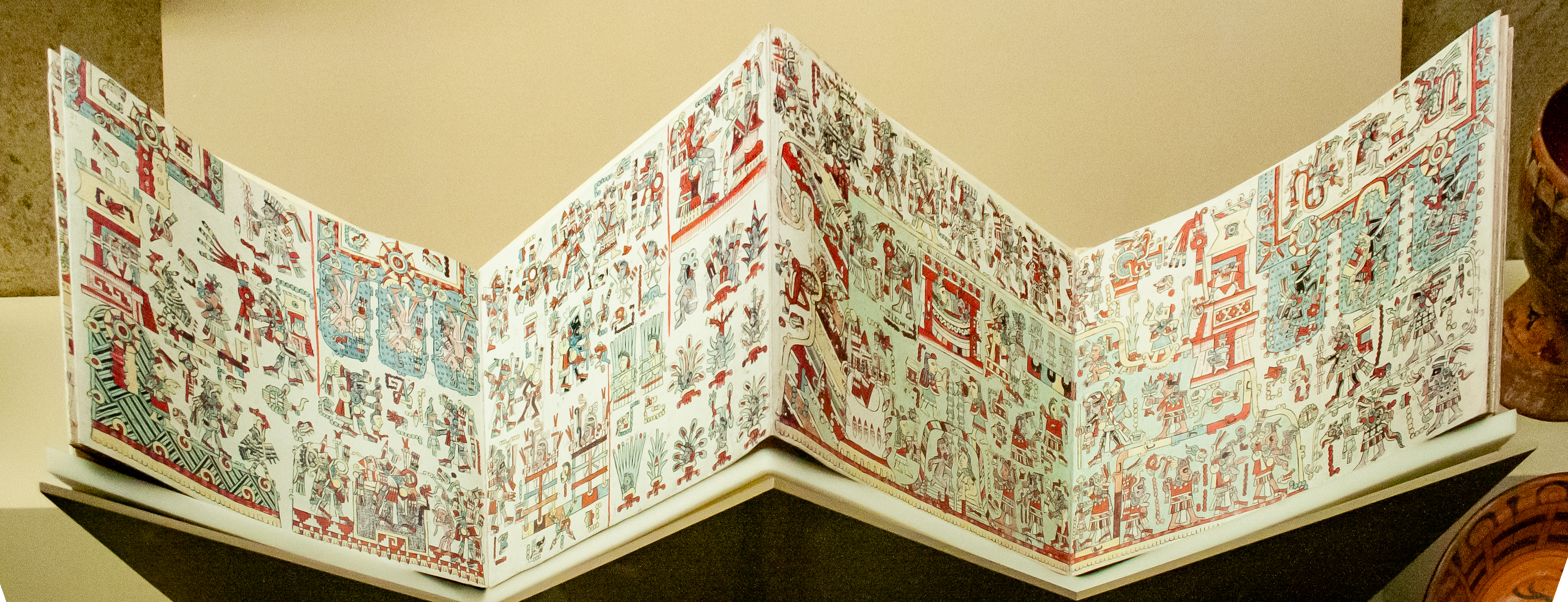
A kiállított részlet más perspektívából

A Zouche-Nuttall kódex a prekolumbiánus művészet kiemelkedő alkotása, képírásos mixték könyv, a teljes egészében a Kolumbusz előtti időkből származó összesen 16 darab Mexikóban fennmaradt hasonló mű egyike. A Zouche bárói család tulajdonában lévő kódexet Zelia Nuttall publikálta először 1902-ben fakszimile formában. 1917-ben a British Museum vásárolta meg.

## Leírás
A 47 lapból álló kódex valószínűleg a 14. században íródott állati bőrből készült 19x23,5 cm méretű lapokra. Az összehajtható leporelló lapjai mindkét oldalukon élénk színekkel festettek, a dokumentum állapota túlnyomórészt kitűnő. Jobbról balra olvasandó. A mű az Oaxaca felföld korabeli állama, Tilantongo uralkodóinak leszármazási listáit, 11. és 12. századi uralkodóit, szövetségeit és hódításait írja le, különös tekintettel a Nyolc Szarvas Jaguárkarom nevű hadvezér tetteire, aki a 12. század elején halt meg 52 éves korában.
A mű leginkább egy jegyzetekkel ellátott évkönyvnek tekinthető. A 8. század körül kezdődik és mintegy 600 évet fog át. A mixték írnokok élénk színű ásványi festékekkel dolgoztak. A szereplő ősök, papok és uralkodók fontosságát alakjuk méretével jelezték. A harcosok és vezérek között számos nő is szerepel a könyvben, a leszármazási listákat anyagi ágon rögzítették.
Hasonló könyveket a mixték írnokok egészen az 1550-es évekig publikáltak a spanyol befolyás bármilyen jele nélkül.

## Származástörténet

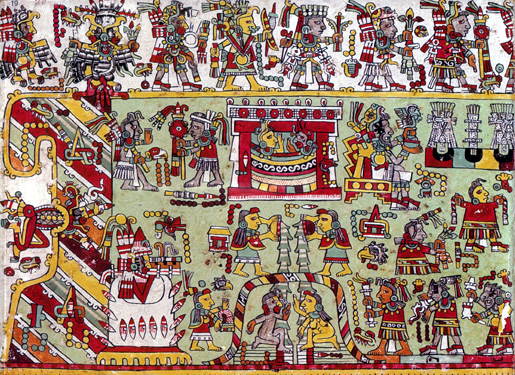
A kódex 20. oldala

A kódex valószínűleg a 16. században jutott el Spanyolországba. Először 1854-ben Firenzében azonosították, majd 1859-ben eladták John Temple Leadernek, aki elküldte azt barátjának, Robert Curzonnak, Zouche 14. bárójának. 1902-ben Peabody Museum of Archaeology and Ethnology fakszimile kiadást készített róla Zelia Nuttall bevezető tanulmányával. A British Museum 1876-ban megkapta kölcsönként, majd 1917-ben meg is vásárolta azt.

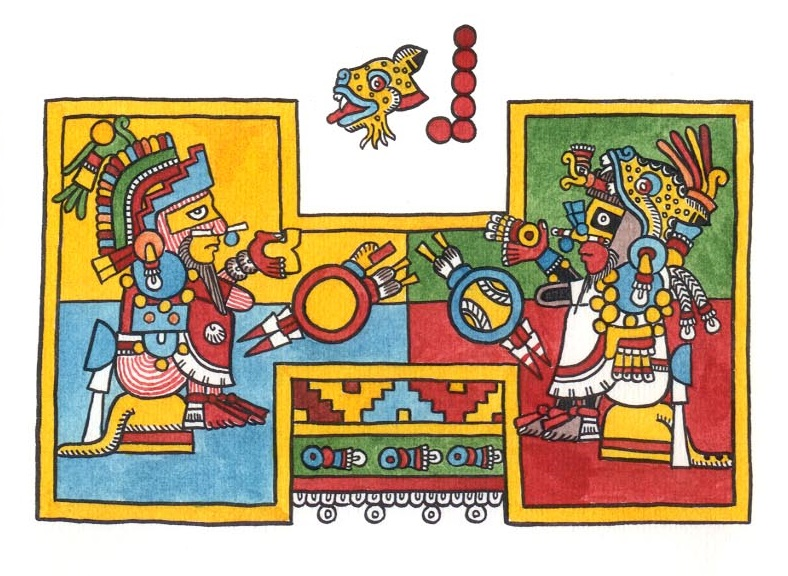
Labdajáték-pálya a kódexben. Lacambalam rajza

## Fordítás
- Ez a szócikk részben vagy egészben  a   Codex Zouche-Nuttall című angol Wikipédia-szócikk ezen változatának fordításán alapul.  Az eredeti cikk szerkesztőit annak laptörténete sorolja fel. Ez a jelzés csupán a megfogalmazás eredetét és a szerzői jogokat jelzi, nem szolgál a cikkben szereplő információk forrásmegjelöléseként.